# Jan Van Arendonck
Jan (Jean Jacques Antoine) Van Arendonck (Antwerpen, 4 mei 1822 - Mechelen, 9 maart 1881) was een Belgisch beeldhouwer.
Menig beeld in Antwerpen is van de hand van deze beeldhouwer. Een beeld van Gilbert Van Schoonbeke dat ergens in Antwerpen stond, is van zijn hand. 

## Levensloop
Jan van Arendonck was zoon van bakker Arnould Antoine (Arnold Antoon) van Arendonk en Joanna Maria Briers. Hijzelf was getrouwd met Theresia Isabella De Clerck. Zijn zuster Theresia Maria Van Arendonk(Antwerpen 29 januari 1820 - Antwerpen 5 januari 1896) huwde Edward Dujardin en ze hadden twee dochters Machteld en Aleidis(Alida) Dujardin.
Jan van Arendonck en Edward Dujardin waren boezemvrienden.

## Werken
- Borstbeeld van Augustin de Marbaix, burgemeester van Berchem
- Beeld in Sint-Andrieskerk te Antwerpen.
- Beeld in Sint Pieter en Pauwel te Mechelen.
- Beeld in St Jacobs kerk te Antwerpen.
- Hoofdaltaar in de Sint-Michielskerk te Gent.

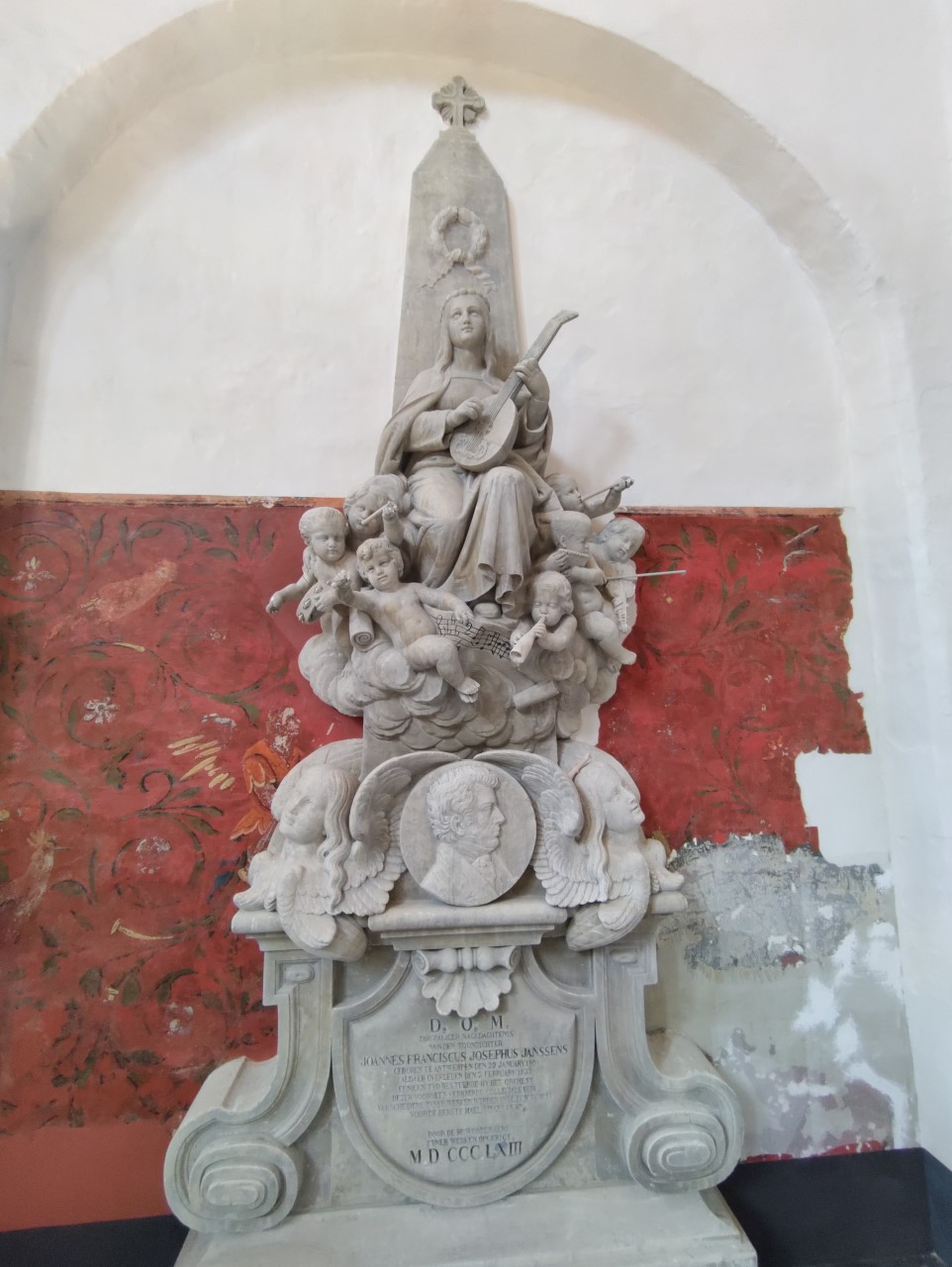
Epitaaf in de Sint-Jacobskerk (Antwerpen)